# Oberes Mühlviertel
Als Oberes Mühlviertel wird der westliche Teil des Mühlviertels bezeichnet. Dieser ist geographisch durch den Haselgraben (nördlich von Linz) und durch den weiter nördlich davon gelegenen Oberlauf der Großen Rodl vom Unteren Mühlviertel getrennt. Das Obere Mühlviertel umfasst den Bezirk Rohrbach, den westlichen Teil des Bezirks Urfahr-Umgebung sowie Teile von Linz-Urfahr.

## Lage
Das obere Mühlviertel liegt im Granit- und Gneisplateau, einer der fünf österreichischen Großlandschaften.
Der westlichste Teil des oberen Mühlviertels wird auch als oberstes Mühlviertel bezeichnet, welches die vier Böhmerwald-Gemeinden Aigen-Schlägl, Ulrichsberg, Klaffer am Hochficht, Schwarzenberg am Böhmerwald und einen südlich anschließenden, gut fünf Kilometer breiten Grenzstreifen zwischen Julbach und der Donau umfasst. Das oberste Mühlviertel wurde unter den Falkensteinern gerodet und bildet mit dem westlich benachbarten Wegscheider Land eine sprachliche Einheit.
Benachbarte Regionen:
| Landkreis Freyung-Grafenau                    | Südböhmen                                   |                     |
| Wegscheider Land, Abteiland, Landkreis Passau | Kompassrose, die auf Nachbargemeinden zeigt | Unteres Mühlviertel |
|                                               | Hausruckviertel                             |                     |

## Geschichte
Im Jahr 1478 wurden unter Kaiser Friedrich III. die oberösterreichischen Landesviertel als militärische Einheiten geschaffen, und zwar das Mühlviertel und das Machlandviertel nördlich der Donau sowie das Hausruckviertel und das Traunviertel südlich des Flusses. Die ersten Hauptleute des „Viertels im Mühlland“ waren Ulrich von Starhemberg und Simon Oberheimer, für das Machlandviertel werden Christoph von Zelking und Walter Hauser erwähnt.
Als das Innviertel im Jahr 1779 zu Oberösterreich kam, wurden die beiden Viertel nördlich der Donau mit kaiserlichem Handschreiben vom 1. November 1779 zum heutigen Mühlviertel vereinigt.